# Jarkowo (Bartoszyce)
Jarkowo (niem. Erwienen) – nieoficjalna nazwa części miasta Bartoszyce w Polsce położona w województwie warmińsko-mazurskim, w powiecie bartoszyckim.
W latach 1975–1998 miejscowość administracyjnie należała do województwa olsztyńskiego.
Przez jakiś czas po 1945 r. wieś nosiła nazwę Jerwiny. W miejscowości znajduje się zabytkowy kompleks dworsko-folwarczny wraz z bardzo dobrze zachowanym dworem z przełomu XIX i XX wieku.

## Historia
Dawny majątek ziemski, w latach 20. XX wieku należał do dr. Erwina Engelbrechta. Łączna powierzchnia dóbr w ówczesnym czasie sięgała 250 ha ziemi, na których w większości prowadzono uprawę nasion oraz hodowano konie i bydło. 
W 1946 został przejęty przez Robotnicze Towarzystwo Przyjaciół Dzieci na potrzeby ośrodka szkolnego, organizowanego w Bartoszycach. W 1983 roku we wsi było 5 domów z 18 mieszkaniami. W tym czasie w Jarkowie mieszkały 63 osoby i funkcjonował PGR.

## Zabytki
- Dwór w Jarkowie z przełomu XIX i XX wieku
- zespół folwarczny

Formalnie istnieje także osada Jarkowo. Położona tuż za granicą miasta Bartoszyce. W osadzie obecnie nie ma zabudowy.